# Asplundia insignis
Asplundia insignis là một loài thực vật có hoa trong họ Cyclanthaceae. Loài này được (Duchass. ex Griseb.) Harling miêu tả khoa học đầu tiên năm 1954.